# Luna nera (Franti)
Luna nera è un album dei Franti, autoprodotto dal gruppo nel 1983. Uscito inizialmente solo su audiocassetta, fu in seguito ristampato su vinile in 1500 copie dall'etichetta Blu Bus Records nel 1985 con due brani aggiunti.

## Tracce
Brani composti da Franti, tranne dove indicato. 

### Tracce nella musicassetta del 1983
Lato A
1. Preachin' Blues – 2:55 (Robert Johnson)
2. Io nella notte – 4:15
3. Only a New Film – 3:24
4. Le loro voci – 6:26

Lato B
1. Joey – 3:44
2. Lasciateci sentire ora – 2:25
3. Vento rosso – 8:09
4. Solidi – 2:16
5. The Week Song – 0:36

### Album pubblicato nel 1985 dall'etichetta Blu Bus Records [002]
Lato A
1. No Future – 6:21
2. Preachin' Blues – 2:55 (Robert Johnson)
3. Io nella notte – 4:15
4. Only a New Film – 3:24
5. Le loro voci – 6:26

Lato B
1. Chiara realizzazione di Ryonen – 2:04
2. Joey – 3:44
3. Lasciateci sentire ora – 2:25
4. Vento rosso – 8:09
5. Solidi – 2:16 – Versione strumentale
6. The Week Song – 0:36

## Musicisti
- Vanni Picciuolo — chitarre
- Stefano Giaccone — sassofono, voce
- Lalli — voce
- Massimo D'Ambrosio — basso
- Marco Ciari — batteria
- Renato Striglia — chitarra in No Future, Preachin' Blues, Io nella notte, Only a New Film e Le loro voci
- Paolo Regis — piano elettrico in Joey e Vento rosso
- Franco Sciré — piano elettrico in Lasciateci sentire ora
- Marvi Maggio — voce in The Week Song